# Ernst Otto Glasmeier

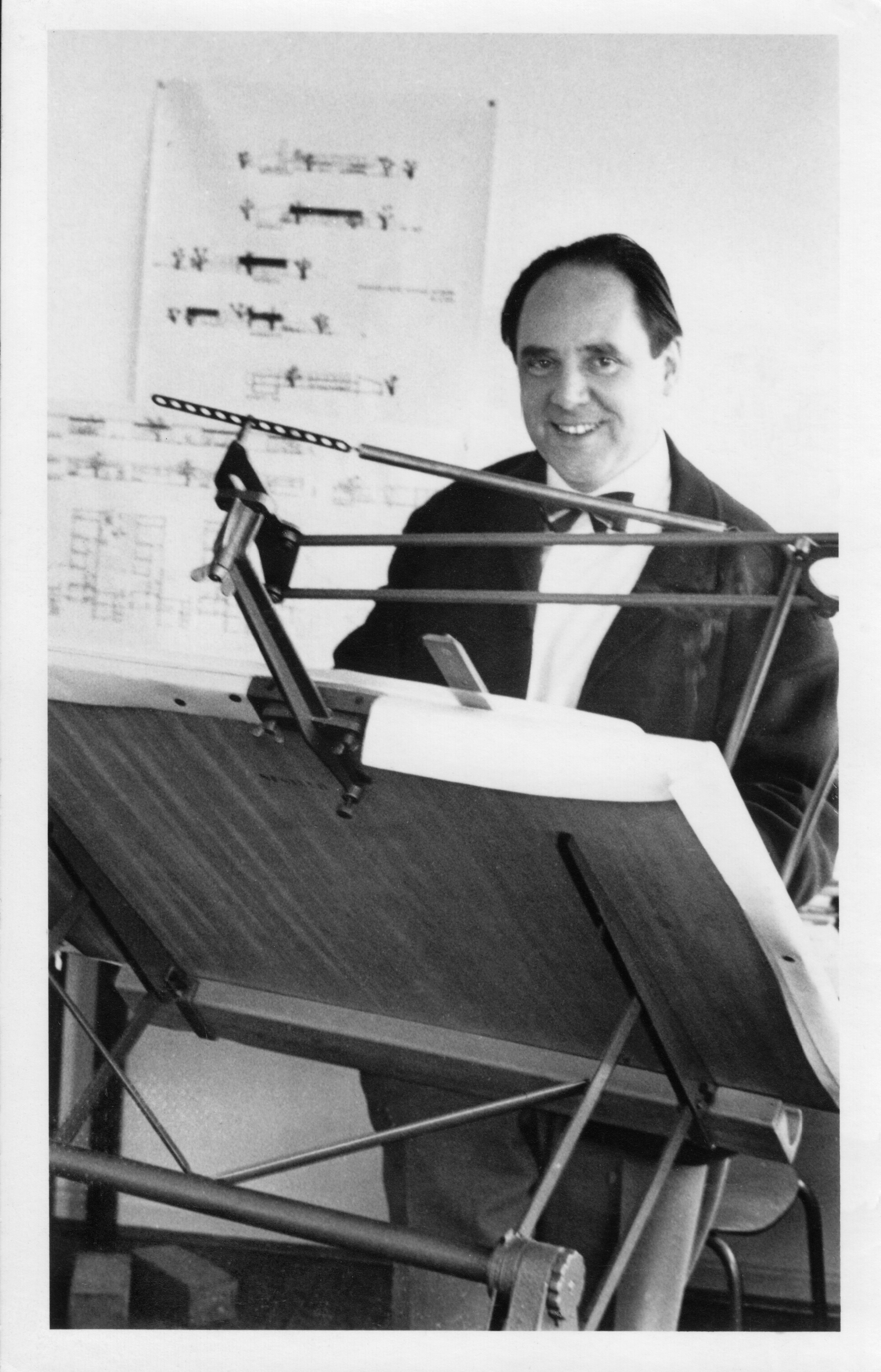
Ernst Otto Glasmeier an seinem Zeichentisch im Büro in Gelsenkirchen, 1960er-Jahre

Ernst Otto Glasmeier (* 16. September 1921 in Wanne; † 26. August 2021 in Gelsenkirchen) war ein deutscher Architekt, Stadtplaner und Kommunalpolitiker sowie Kunstsammler und Kunstförderer. Er zählte in den 1960er- und 1970er-Jahren zur avantgardistischen Gelsenkirchener Kunstszene. Seine Bauten haben das Bild der Stadt Gelsenkirchen entscheidend mitgeprägt und gelten noch heute in vielen Fällen als sozial und vorbildlich. Glasmeier blieb Zeit seines Lebens dem Ruhrgebiet verbunden und versuchte immer wieder, ortsgebunden Einfluss zu nehmen.

## Leben
Ernst Otto Glasmeier stammt aus bürgerlichen Verhältnissen und wurde als ältestes von sechs Kindern am 16. September 1921 in Wanne geboren. Er begann sein Architekturstudium 1939 an der Technischen Hochschule München bei Hans Döllgast, erhielt allerdings nach drei Trimestern während einer Vorlesung 1940 von Döllgast den Gestellungsbefehl der Wehrmacht. Während seines Kriegsdienstes wurde Glasmeier schließlich nach Emden in Ostfriesland versetzt. In Pewsum lernte er Martha Lübben (1925–2011) kennen, die er 1945 heiratete und mit der er zwei Kinder bekam: Rolf Glasmeier und Michael Glasmeier. Nach Kriegsende wohnte die junge Familie ab 1949 in Gelsenkirchen. Zur selben Zeit nahm Glasmeier sein Architekturstudium wieder auf, jetzt an der Technischen Hochschule Aachen. Der wichtigste Lehrer in Aachen war für ihn sicherlich Hans Schwippert, bei dem er sein Studium 1951 abschloss.

### Berufliche Anfänge
Zunächst war Glasmeier bei dem Architekten Ludwig Schwickert (1902–1970) in Gelsenkirchen tätig, unter dessen Leitung der Hoteltrakt des Hans-Sachs-Hauses wiederaufgebaut wurde. Schwickert war zudem Gründungsmitglied der Künstlersiedlung Halfmannshof, die seit 1931 in Gelsenkirchen-Ückendorf beheimatet war und für die er die Ausstellungshalle baute. Zu dieser Zeit entstand Glasmeiers Interesse an der Künstlersiedlung und er knüpfte erste Kontakte zu Künstlern, Kulturschaffenden und Ausstellungsmachern.
Nach seiner Tätigkeit bei Schwickert fand Glasmeier 1952 eine Anstellung beim staatlichen Finanzbaumt Dortmund, wo er am Bau des Finanzamts Wanne-Eickel und des Arbeitsamts Dortmund mitarbeitete. Glasmeier erhielt erstmals fachliche Anerkennung für seine Bauten wie beispielsweise den für das Max-Planck-Institut für Arbeitsphysiologie in Dortmund (1946–1954), für das er auch die Direktorenvilla entwarf. Schließlich wurde er für eineinhalb Jahre zur Bauabteilung der Oberfinanzdirektion Münster versetzt.
1954 gründete Glasmeier schließlich gemeinsam mit Egbert Drengwitz und Hubert Halfmann in Gelsenkirchen sein eigenes Architekturbüro. Auftraggeber und Bauherren seiner vielfach ausgezeichneten Bauten waren unter anderem die Arbeiterwohlfahrt oder das Sozialwerk St. Georg, die Gelsenkirchener Gemeinnützige Wohnungsbaugesellschaft mbH, die Rheinisch-Westfälische Wohnstätten AG und die Stadt Gelsenkirchen. Seine Bauten waren dabei fast immer klar und unprätentiös, Einflüsse aus der niederländischen Architektur liegen auf der Hand.

### Mitwirkung im Kunstgeschehen
Seit seiner Bürogründung setzte sich Glasmeier auch für das Miteinander von Architektur und Kunst ein. Er war in seinem architektonischen Schaffen von Beginn an eng mit der Kunst verwoben und legte entscheidenden Wert auf die Einbeziehung bildender Künstler in den Planungsprozess und damit auf eine tatsächliche Integration von Kunst am Bau. Glasmeier zählte zu jener avantgardistischen Gelsenkirchener Szene, der es gelang, mit Orten wie dem Pianohaus Kohl, der Künstlersiedlung Halfmannshof und zahlreichen privaten Ateliers und Galerien, das oft noch schwerfällige städtische Kunst- und Kulturgeschehen in Bewegung zu setzen. Die enge Zusammenarbeit Glasmeiers mit Ferdinand Spindel und dem Halfmannshof zeigte sich auch an der Ausstellung „ZERO in Gelsenkirchen“, eröffnet am 22. November 1963. Es war die einzige Präsentation der ZERO-Bewegung, die während ihres Bestehens von 1958 bis 1966 im Ruhrgebiet stattfand. Die Eröffnung fand im Rahmen der von Glasmeier initiierten und viel beachteten Städtebautagung „Gesellschaft durch Dichte“ statt.
50 Jahre später, am 22. November 2013 eröffnete im Kunstmuseum Gelsenkirchen die Ausstellung „ZERO in Gelsenkirchen 1963/2013 – Zurück in die Zukunft“, eine Kooperation mit der ZERO-Foundation. Glasmeier hatte sich sehr dafür eingesetzt, dass die Ausstellung von 1963 eine Wiederholung fand – hatte sie doch damals der kulturpolitischen Entwicklung Gelsenkirchens so wichtige Impulse geben können. In dieser Neuauflage der damaligen Schau gab es einen zusätzlichen Raum, und der erzählt eine für die Stadt fast tragische Geschichte. Er war den Entwürfen für das ZERO-Haus gewidmet, einem von Heinz Mack, Otto Piene und Günther Uecker 1962 geplanten Museum, das Kunst und Architektur zusammendachte. Der Raum erinnerte mit Modell, einem Entwurf von Mack und vier Gouachen von Piene an die Idee eines von Künstlern gestalteten und bespielten Hauses, das nie ausgeführt wurde.

### Sammlertätigkeit
Das kulturelle Klima beflügelte aber nicht nur den Ausbau der städtischen Kunstsammlung (des späteren Kunstmuseums Gelsenkirchen), sondern auch Glasmeier selbst, der früh zu sammeln begann, zahlreiche Künstlerfreundschaften schloss und so im Laufe der Jahre eine beachtliche Sammlung zeitgenössischer Kunst aufbauen konnte. Glasmeier entwarf 1971 für seine Familie in Gelsenkirchen-Bulmke-Hüllen ein Haus, das auch dem Anspruch seiner Sammlung entgegenkam. Es wurde gewissermaßen um die bildende Kunst herum gebaut. Der Hauptwohnraum, mit seinem sich über zwei Geschosse erstreckenden Luftraum, konnte große Formate aufnehmen wie Günther Ueckers Nagelbild Zärtlicher Garten oder das raumbeherrschende Frauenporträt von Elaine Sturtevant, der Appropriation eines Lichtobjekts von Martial Raysse. Nicht nur wegen der oft freundschaftlichen Verbindungen zu Künstlern oder Galeristen betrachteten sich Martha und Ernst Otto Glasmeier nicht als Kunstsammler im eigentlichen Sinne. In ihrer Sammlung, in der auch der eigene Sohn Rolf seinen Platz fand, steckte die ganze Spontanität einer aufregenden Epoche. Daneben ergänzten alte Uhren, Stühle, Klangobjekte, Musikinstrumente und Jugendstil-Preziosen die Sammlung. Eine zusammengetragene Kunstsammlung wie die der Glasmeiers, versinnbildlicht den in den 1960er-Jahren entstandenen Lebensstil einer Offenheit und Neugier für die Avantgarden, die gerade in den 1960er- und 1970er-Jahren neben der Kunst auch Musik, Theater und Literatur prägten.

### Politisches Engagement
Parallel dazu engagierte Glasmeier sich ab 1962 auf der politischen Ebene in Ortsverbänden der SPD in Gelsenkirchen, ab 1964 auch im Rat der Stadt, und war unter anderem Mitglied im Ausschuss für berufsbildende Schulen sowie im Bauausschuss. Seit 1984 war er ebenfalls als sachkundiger Bürger im Kulturausschuss der Stadt ehrenamtlich tätig. Darüber hinaus war er auch in vielen berufsständischen Gremien ehrenamtlich tätig. Er war seit 1959 Mitglied des Bundes Deutscher Architekten (BDA) und initiierte in den 1960er-Jahren in Gelsenkirchen mehrere bedeutende Kongresse, die heute aktuelle Themen vorwegnahmen: „Gesellschaft durch Dichte“ oder „Die Großstadt, in der wir leben wollen“. Ab 1970 war er Mitglied der damals gegründeten Architektenkammer Nordrhein-Westfalen (AKNW) und gestaltete in verschiedenen Arbeitsgruppen und Kommissionen die Entwicklungen im Bauwesen entscheidend mit. Seit 1971 war er zudem ununterbrochen Mitglied der Vertreterversammlung, dem höchsten Organ der AKNW, und von 1972 bis 1987 gehörte er dem Vorstand an. In seiner Eigenschaft als Vorsitzender des Ausschusses „Bauplanung und Planungsnormen“ sowie als Vorsitzender der über drei Jahre gemeinsam arbeitenden Ausschüsse „Bauplanung/Bautechnologie“ hat er entscheidend dazu beigetragen, das Normenwerk im Bauwesen zu entflechten. Er hatte einen großen Anteil daran, dass der teilweise überflüssigen zusätzlichen Normierung im Bauwesen Einhalt geboten und das komplette Normwerk für alle am Bau Beteiligten transparenter und praktikabler gestaltet und damit anwendbar wurde.
Welche zeitgenössische Beachtung das Schaffen von Glasmeier auf architektonischer wie politischer Ebene fand, wird nicht zuletzt durch eine umfassende Berichterstattung in der lokalen wie der regionalen Presse deutlich, sondern auch durch zahlreiche Auszeichnungen und Architekturpreise. 1985 wurde Glasmeier für seine Verdienste um den Berufsstand des Architekten und um die Baukultur in Nordrhein-Westfalen das Bundesverdienstkreuz am Bande verliehen. Im September 2001 trat Glasmeier offiziell als Architekt in den Ruhestand. Er starb am 26. August 2021 in Gelsenkirchen und wurde auf dem Hauptfriedhof in Gelsenkirchen-Buer beigesetzt.

## Bauten und Entwürfe (Auswahl)

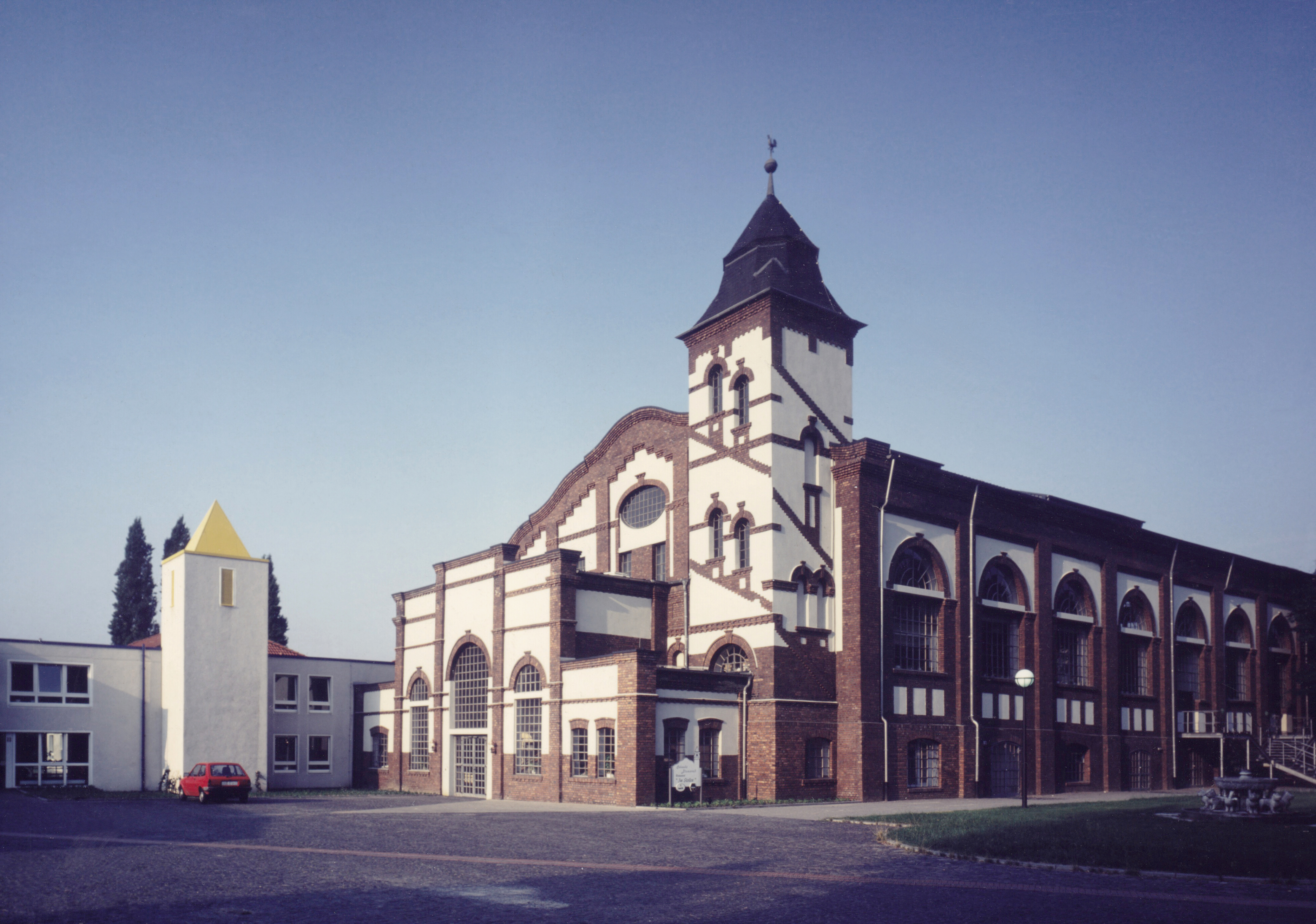
Umbau der ehemaligen Waschkaue der Zeche Graf Bismarck I/IV und Neubau eines Pflegeheims (1988–1995) in Gelsenkirchen, Architekten: Glasmeier und Drengwitz

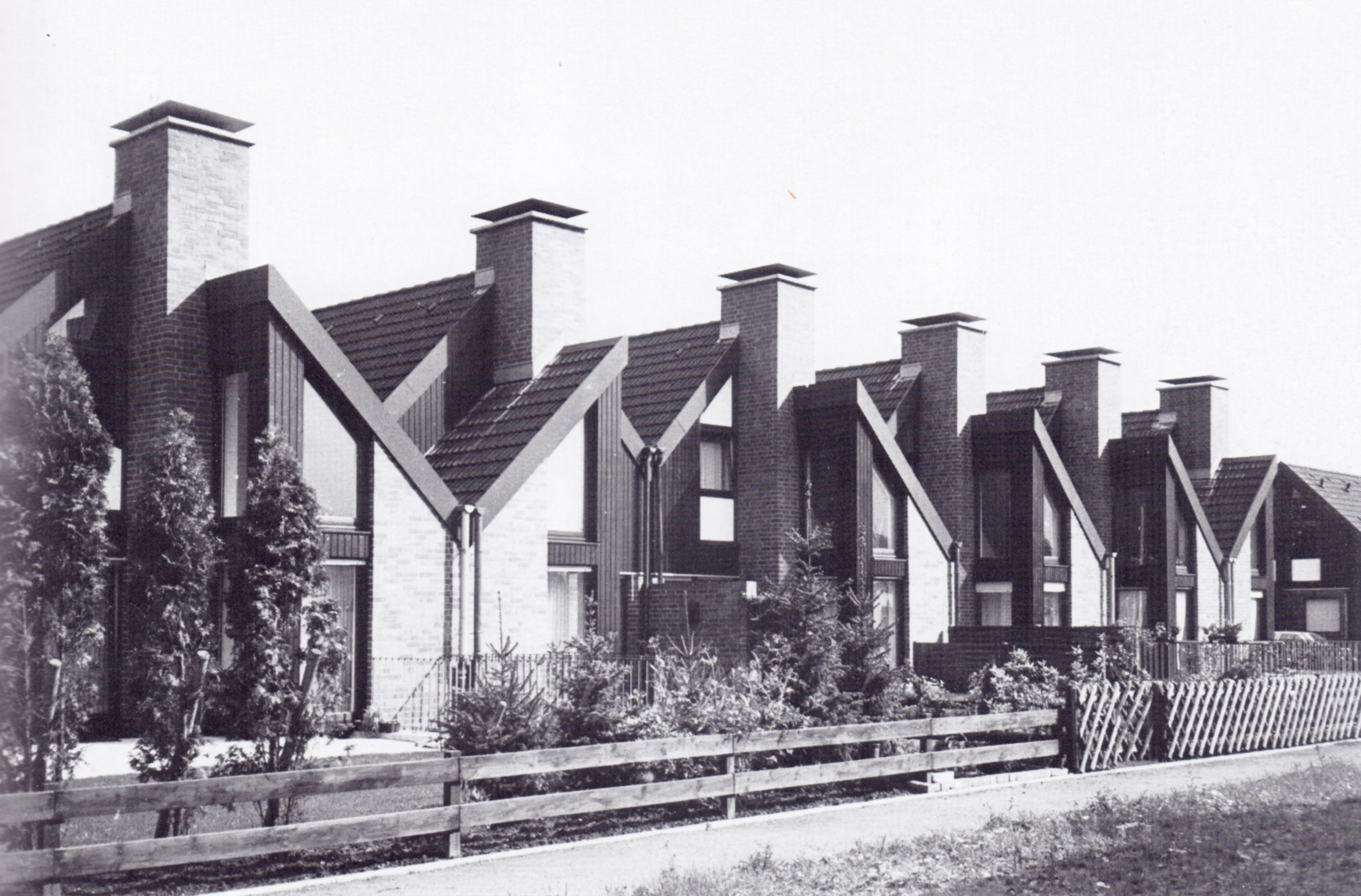
Reihenhäuser Burgmühlenhof in Gelsenkirchen (1983), Architekten: Glasmeier Drengwitz Halfmann

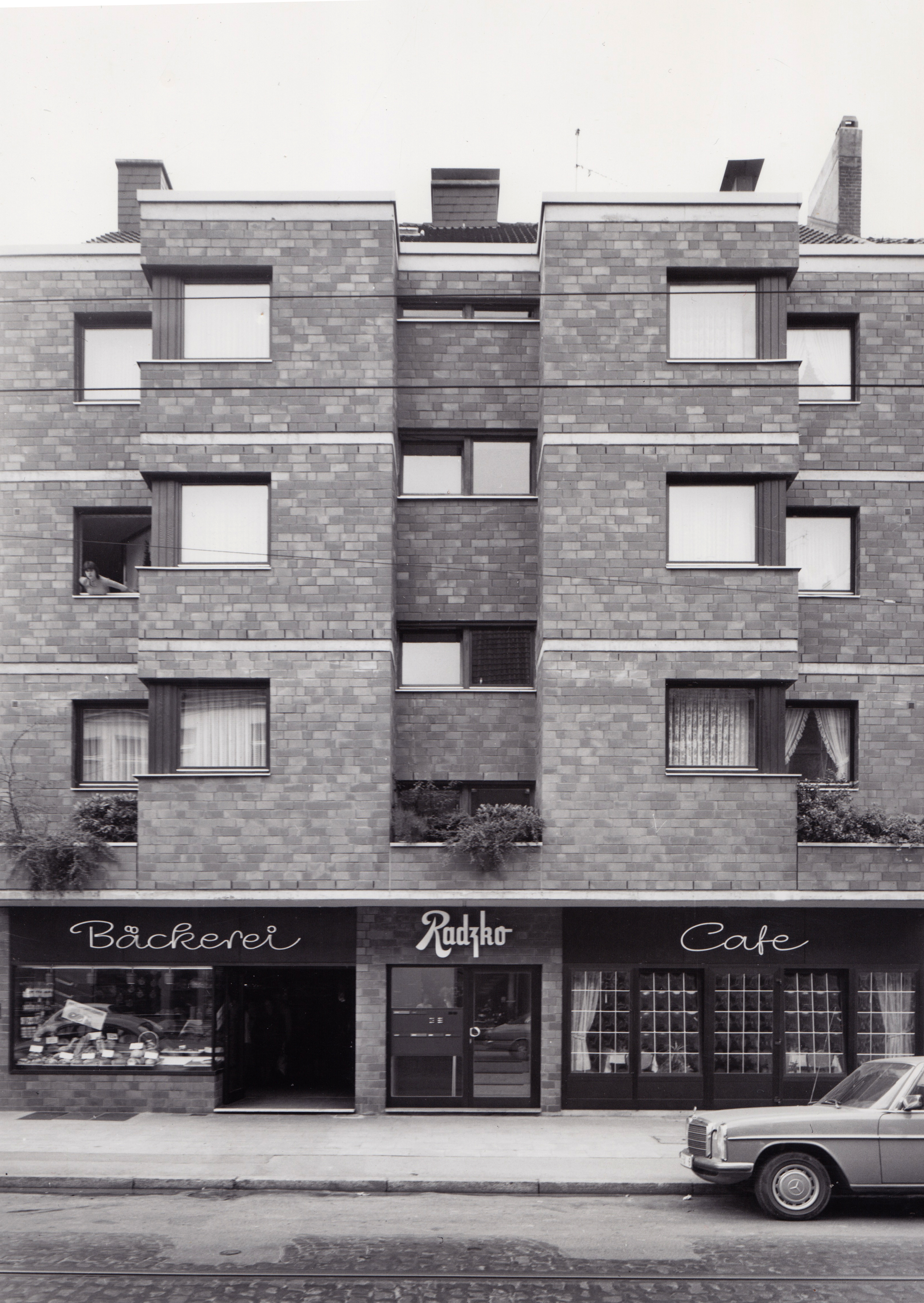
Wohn- und Geschäftshaus Radzko an der Cranger Straße in Gelsenkirchen (1975–1977), Architekten: Glasmeier Drengwitz Halfmann

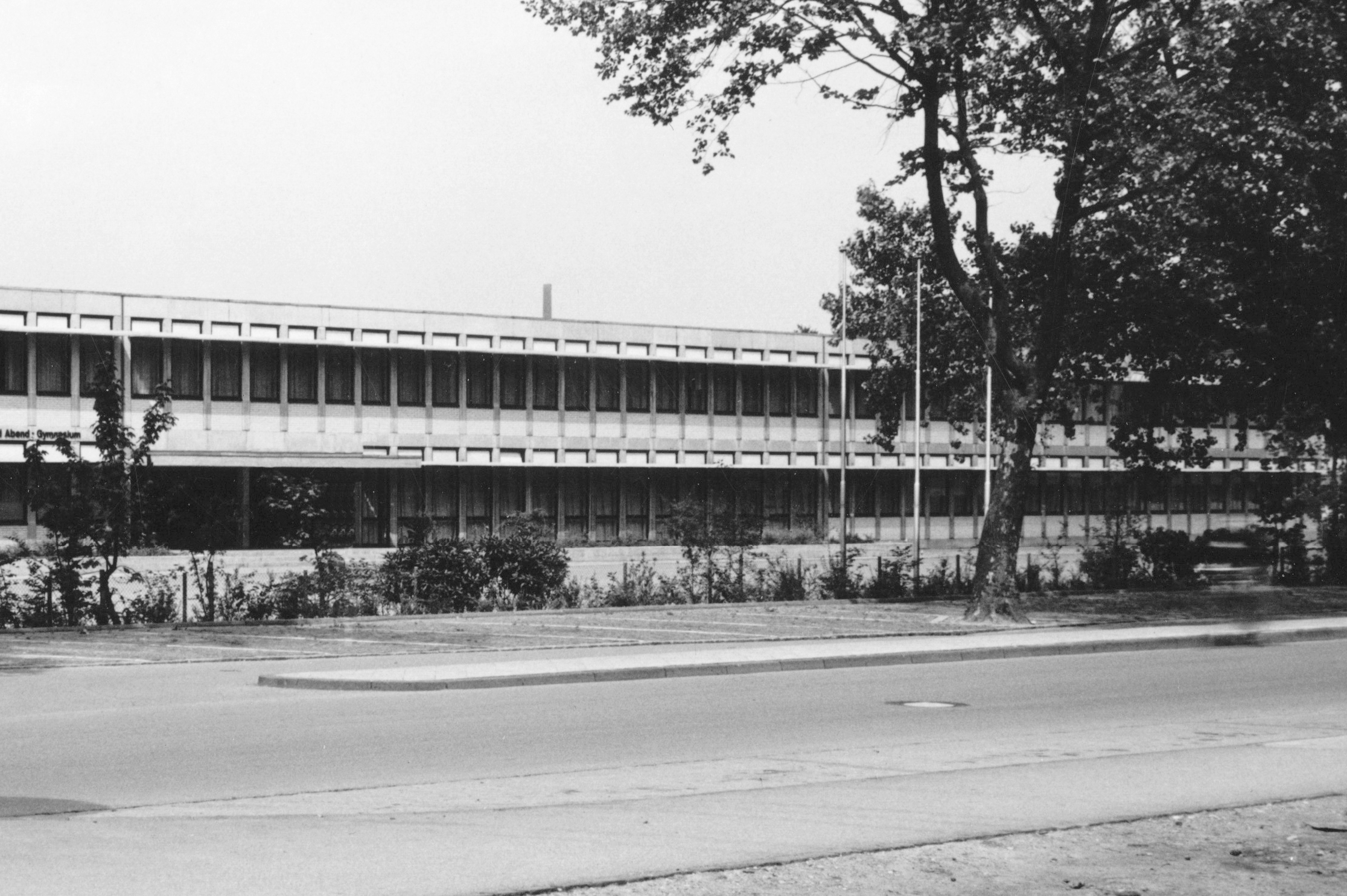
Schalker Gymnasium in Gelsenkirchen (1965), Architekten: Glasmeier Drengwitz Halfmann

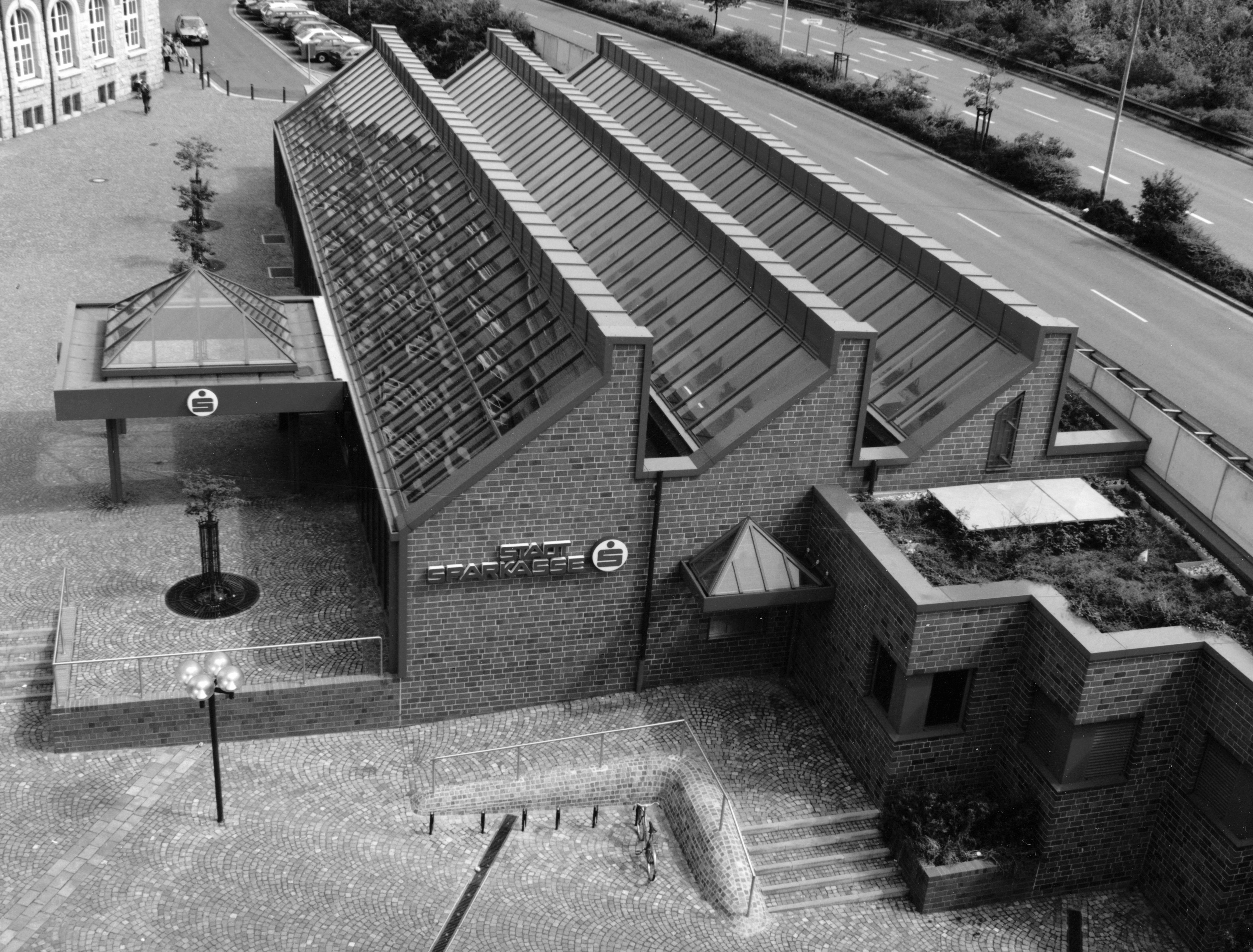
Sparkasse am Bahnhofsvorplatz in Gelsenkirchen (1984–1989), Architekten: Glasmeier und Drengwitz

- 1953–1954: Direktorenwohnhaus und Hörsaal des Max-Planck-Instituts für Arbeitsphysiologie in Dortmund
- 1955–1956: Evangelische Kirche Resser Mark in Gelsenkirchen
- 1957: Wohn- und Geschäftshaus am Brüderweg in Dortmund
- 1965: Schalker Gymnasium in Gelsenkirchen
- 1965–1966: Siedlung Selm-Seiland
- 1971: Seniorenwohnungen Tossehof in Gelsenkirchen
- 1972: Seniorenzentrum Darler Heide in Gelsenkirchen
- 1975–1977: Wohn- und Geschäftshaus Radzko in Gelsenkirchen
- 1977: Einfamilienhäuser Middelicher Straße / Birkenkamp in Gelsenkirchen
- 1979: Reihenhäuser Beckeradsdelle in Gelsenkirchen
- 1980: Massageinstitut Basista in Gelsenkirchen
- 1980er Jahre: Reihenhäuser Händelstraße, Gelsenkirchen
- 1981: Mehrfamilienhaus an der Cranger Straße in Gelsenkirchen
- 1982–1984: Altenzentrum Kussweg in Gelsenkirchen
- 1983: Reihenhäuser Burgmühlenhof in Gelsenkirchen
- 1984–1989: Sparkasse am Bahnhofsvorplatz in Gelsenkirchen
- 1986–1987: Fassadensanierung eines Gebäudes an der Bahnhofsstraße in Gelsenkirchen
- 1986–1987: Sanierung des Hotels zur Post mit Altenwohnungen in Gelsenkirchen
- 1987–1989: Modernisierung der Siedlung Am Eichenbusch in Gelsenkirchen
- 1988–1989: Umbau einer ehemaligen Direktorenvilla in Gelsenkirchen
- 1988–1995: Neubau eines Pflegeheims und Umbau der ehemaligen Waschkaue der Zeche Graf Bismarck I/IV in Gelsenkirchen-Schalke
- 1993: Modernisierung der Siedlung Spinnstuhl in Gelsenkirchen
- 1998: Umbau einer Schule zum Senioren- und Gesundheitszentrum „Alte Schule“ in Gelsenkirchen
- 1999–2001: Umbau des Arminbunker in Gelsenkirchen zum Wohn- und Geschäftshaus

## Schriften (Auswahl)
- mit Michael Glasmeier: Die drei Theater des Musiktheaters. Zur Architektur des neuen Hauses. In: Heiner Jahn, Jörg Loskill (Hrsg.): Musiktheater. Bühnen in Gelsenkirchen. Gelsenkirchen 1979, S. 40–42.
- Optimal genutzte Baulücke. In: Deutsche Bauzeitung. Jahrgang 1979, Heft 12, S. 30–33.
- Denkmalschutzgesetz in Nordrhein-Westfalen. In: Deutsche Bauzeitung. Jahrgang 1981, Heft 4, S. 4.
- Architekten in der Höhle der Elektrolöwen. In: Deutsches Architektenblatt. Jahrgang 1981, Heft 7, S. 1021–1022.
- Theater im Revier. Theater auf Tuchfühlung. In: Der Architekt. Jahrgang 1982, Heft 5, S. 239–242.
- Künstlerische Gestaltung von Fassaden und Flächen. In: MSWV (Hrsg.): Jahrestagung 1987. Staatshochbauverwaltung NRW. Soest 3.–4.9.1987. Aachen 1988, S. 19–21.

## Auszeichnungen und Ehrungen

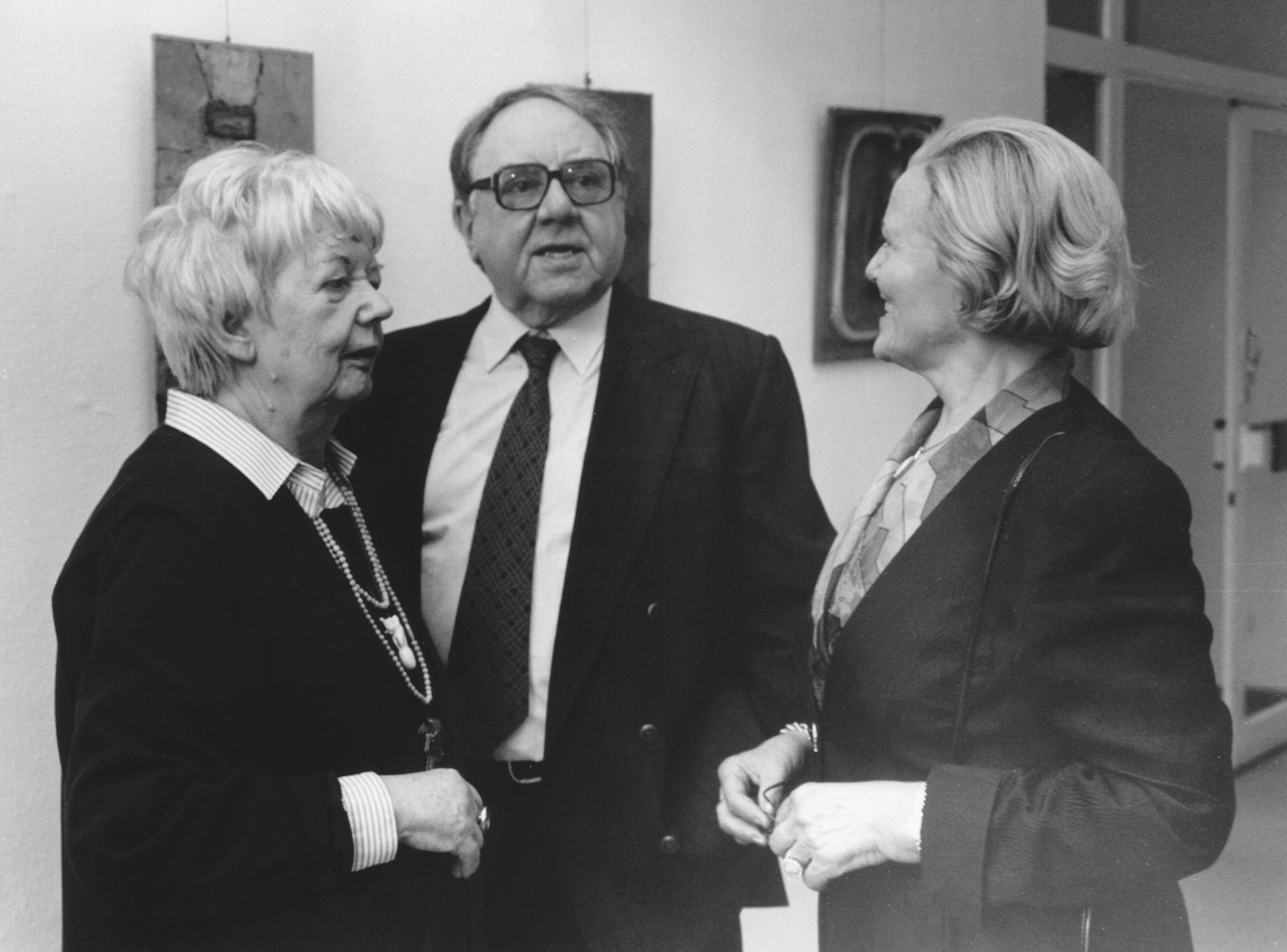
Ernst Otto Glasmeier mit seiner Frau Martha (rechts) und Journalistin und Kunstkritikerin Anneliese Knorr (links) 1975 bei einer Ausstellung in Gelsenkirchen

- 1984: Vorbildliches Bauwerk NRW (Altenzentrum Kussweg)
- 1985: Bundesverdienstkreuz am Bande
- 1994: Vorbildliches Bauwerk NRW (Siedlung Spinnstuhl)